# Girolamo Vivaldi
Girolamo Vivaldi (Génova, 1495 - Génova, 1577) foi o 61.º Doge da República de Génova.

## Biografia
Nascido em Génova por volta de 1495, expoente da família nobre genovesa dos Vivaldi, ocupou vários cargos pelo Estado genovês entre os quais procurador da República, membro do colégio dos governadores, presidente da Câmara da aldeia de Sestri Levante e sindicador supremo.
Ele foi eleito Doge a 4 de janeiro de 1559: o décimo sexto na sucessão bienal e o sexagésimo primeiro na história republicana. No seu mandato trabalhou para tomar medidas de ordem pública, agraciou alguns prisioneiros franceses detidos no porto de Castiglione della Pescaia e também a República de Génova, sob o seu mandato, regozijou-se com a paz alcançada entre a Espanha por Filipe II e a França de Henrique II, que, indiretamente, também trouxe benefícios ao estado genovês.
Quando o mandato do Doge terminou a 4 de janeiro de 1561, Girolamo Vivaldi preferiu não fazer mais parte da vida pública devido a óbvios problemas de saúde. Ele faleceu em Génova em 1577 e foi sepultado no santuário da Madonna del Monte.